# Цялото президентско войнство
„Цялото президентско войнство“ (на английски: All the President's Men) е името на американски филм от 1976 г., политически трилър, режисиран от Алън Пакула. Базиран е на книга със същото заглавие, написана от Боб Уудуърт и Карл Бернщайн през 1974 г.

## Сюжет
Двама журналисти разследват скандала Уотъргейт от името на „Вашингтон Пост“. В ролите на двамата журналисти са Дъстин Хофман и Робърт Редфорд.

## В ролите
| Изпълнител      | Роля                     |
| --------------- | ------------------------ |
| Дъстин Хофман   | Карл Бърнстейн           |
| Робърт Редфорд  | Боб Уудуърд              |
| Джак Уордън     | Гари Розенфелд           |
| Хал Холбрук     | Свидетел (Дълбоко гърло) |
| Мартин Болсам   | Хауърд Саймън            |
| Джейсън Робардс | Бен Брадли               |

## Награди и номинации
Печели 4 „Оскара“ (от общо 8 номинации). Номиниран е също за награди БАФТА и „Златен глобус“.